# Château de Pergolato
Le Château de Pergolato (en italien : Castello di Pergolato), est une demeure seigneuriale d'origine médiévale située dans la commune de San Casciano in Val di Pesa (ville métropolitaine de Florence) en Toscane,.
Sa structure en fait un exemple remarquable de fusion entre les formes de la Renaissance, présentes dans la partie transformée en villa, et les austères structures médiévales.

## Historique
Les premières traces remontent à 1185 quand on se souvient d'un moulin situé sur son territoire, qui devint plus tard la propriété de la famille Buondelmonti, qui possédait d'autres châteaux sur le territoire de San Casciano, comme le château de Fabbrica, celui de Bibbione et celui de Montefiridolfi.
Ce sont les membres de la famille Buondelmonti qui transformèrent le château en villa Renaissance au XVIe siècle. En souvenir de cet événement, l'écriture suivante reste sur les architraves des portes intérieures :
DNS.Alexander Laurentiii de Buondelmontibus MDXX
À cette époque, c'était la maison de Caterina Picchena, épouse d'un Buondelmonti, devenue célèbre pour ses amours turbulentes dont le château était le décor. Auparavant, le château de Pergolato fut également le lieu de l'assassinat d'Ugone di Valberto Buondelmonti.
Le château resta la propriété de la famille Buondelmonti jusqu'au début du XVIIIe siècle, date à laquelle il passa à la famille Rinuccini (it) qui en hérita ensuite et le fit entrer en possession de la Maison Corsini. Par la suite, il y a eu de nombreux changements de propriétaire, désormais au profit de la famille Poccianti.

## Architecture

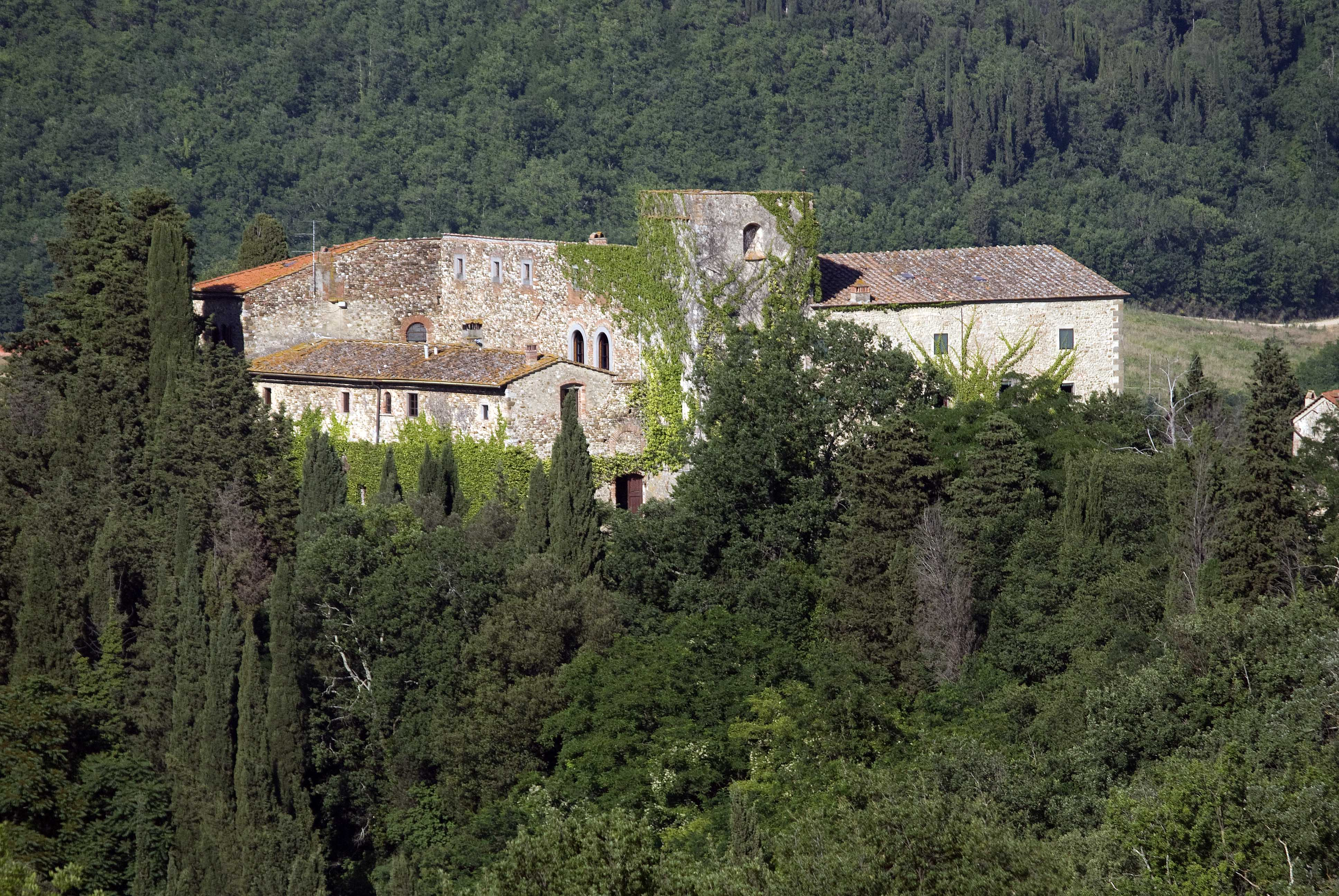
Vue aérienne du château de Pergolato.

Situé sur un éperon entouré de cyprès, il occupe une position dominante sur la vallée de la rivière Pesa.
Le château est une structure composée de deux corps perpendiculaires réunis par la tour quadrangulaire. Du côté de Pesa, il y a une loggia, avec des arcs en plein cintre au rez-de-chaussée, tandis que celles du premier étage ont des architraves. La loggia a été construite en 1520 comme l'indique une épigraphe placée à cet endroit.
À ses pieds se trouve l'église San Pietro a Pergolato.